# Eustala procurva
Eustala procurva är en spindelart som beskrevs av Pelegrín Franganillo Balboa 1936. 
Eustala procurva ingår i släktet Eustala och familjen hjulspindlar. Artens utbredningsområde är Kuba. Inga underarter finns listade i Catalogue of Life.